# Скачки в Эпсоме
«Скачки в Эпсоме» (фр. Le Derby d'Epsom) — картина французского художника Теодора Жерико в Англии в 1821 году — одна из немногих живописных работ художника, созданных во время его пребывания в Англии в 1821 году. В 1866 году картина была приобретена Музеем Лувра.

## История создания
В Англии Жерико некоторое время жил в семье торговца лошадьми Адама Элмора, возможно, под влиянием последнего художник написал картину. Ещё в юности он, любитель лошадей и верховой езды, увлекался изображением этих животных, работал в Версальских конюшнях, писал известных скакунов. Картина «Скачки в Эпсоме» не похожа на его анималистику, это возврат художника к любимой теме, к которой он обращался, работая в Италии над серией подготовительных этюдов к задуманной, но неосуществлённой картине «Бег свободных лошадей» (1819).
«Скачки в Эпсоме» редкий пример живописной работы, относящейся к «английскому» периоду Жерико, работавшему в то время в основном в технике литографии и акварели.
Знаменитые конные бега, где принимали участие и наездники из других стран, — Дерби в Эпсоме — проводились с 1780 года. В дни, когда проходили скачки, на ипподроме устраивались театральные представления, проводилась ярмарка. Место состязания не имело ограждения, дистанция равнялась 1 миле 4 фурлонгам и 29 ярдам (2400 метров), расстояние на ней отмечалось столбами.

Жерико не интересовался изображением народного гулянья в Эпсоме, его привлекала возможность показать стремительный бег лошадей, передать живописными средствами экспрессию движения. Работая над картиной, художник использовал английские гравюры на темы спортивной жизни, в их числе серии Генри Элкема Scraps from the Sketch-Book, Генри Денниса The Beauties and Defects in the Figure of the Hourse и эстампы Томаса Кука и Джеймса Полларда. Один из эскизов Жерико впоследствии лег в основу композиции, вошедшей в литографическую «Большую английскую серию». На нескольких небольших эскизах представлены четыре жокея на лошадях, скачущих галопом (Байонна, Музей Бонна; Париж, Лувр; более сложные вариации представлены в собраниях  К. Бергер (США) и Вильденштейн (Париж)).

## Сюжет
Четыре наездника скачут по беговому полю. Небольшие фигурки всадников и лошадей представлены на фоне пейзажа. Грозовые облака заволокли небо, тёмно-синяя полоса то ли холмов, то ли моря отделяет его от земли. Художник избрал вариант с движением, развивающимся не в ракурсе, а параллельно нижнему краю полотна. Белый столб, ярко освещённый солнцем, у правого края картины — отправная точка этого движения, всадники уносятся от него налево, в сторону открытого пространства, поле слегка понижается в том же направлении. Второй дистанционный столб виднеется в глубине, подчёркивая активное начало композиции.
Художник, писавший обычно свободными динамичными мазками, отличился здесь «ювелирной отточенностью исполнения». Небольшие мазки в некоторых местах словно сплавлены деликатной кистью, изображение детализировано, и тем не менее картина передаёт «специфически романтическое восприятие мира».

Лошади на полотне несутся, выбрасывая ноги одновременно вперёд и назад. Через много лет, когда Эдвард Мейбридж, используя фотоаппарат, зафиксировал все фазы галопа (1878), стало ясно, что в момент заноса передних ног вперёд задние уже подбираются под живот, и на мгновение все ноги кажутся соединёнными, а лошадь на некоторое время повисает в воздухе. Огюст Роден в «Беседах об искусстве» отмечал, что современные художники, используя моментальную фотографию, «имеют своё представление о правде» и указывают на недостоверность бега лошадей в картине Жерико: 
«Мне же думается, что всё же прав Жерико, а не фотография: его лошади действительно скачут и вот почему: глядя на них, мы видим удар задних ног, посылающих корпус вперёд, потом лошадь вытягивается, и, наконец, передние ноги приближаются к земле. Этот ансамбль, поверьте, неточен в совокупности, но он правдив и точен по отношению к каждой его части, рассмотренной в последовательном порядке. И нам важна эта правда, потому что мы её видим и она нас поражает».